# Jean-Benoît Dunckel
Jean-Benoît Dunckel (Versalles, 7 de septiembre de 1969) es un músico francés, más conocido por estar en el dúo de música electrónica Air. Trabajando bajo el nombre de Darkel, Dunckel lanzó su álbum debut como solista, Darkel (2006; "Dunkel" es la palabra alemana para "oscuro"). En abril de 2009, se organizó un concierto en París para inaugurar el lanzamiento del álbum debut de MaJiKer, Body-Piano-Machine, donde participó como vocalista la francesa Camille y un DJ set de Jean-Benoît Dunckel de Air.
En 2011 formó el proyecto paralelo llamado Tomorrow's World, junto con Lou Hayter de New Young Pony Club. Su álbum debut homónimo fue lanzado en 2013.

## Inicios
En la década de 1980, formó con Jean-Benoit Dunckel, Alex Gopher y Xavier Jamaux (incluyendo Etienne de Crécy) Orange Group, que no hará ningún registro. Estudió arquitectura antes de seguir una carrera como músico profesional en Air.